# Torre de Senyús
La Torre de Senyús, és una torre de guaita del terme municipal de Conca de Dalt, a l'antic terme d'Hortoneda de la Conca, al Pallars Jussà.
És a la part nord-oriental del terme, molt a prop del límit municipal i comarcal, al sud del barranc de la Torre de Senyús, que és un dels que formen el barranc de l'Infern.
Al voltant de la torre hi ha les restes d'un poblat medieval, Senyús, que havia tingut església pròpia. Encara se'n conserven algunes restes en el paratge conegut com l'Esglesieta, al sud-oest de la torre. Les restes del poble estaven situades al capdamunt -nord- del paratge conegut com els Cultius de la Torre.